# Nellie Lutcher

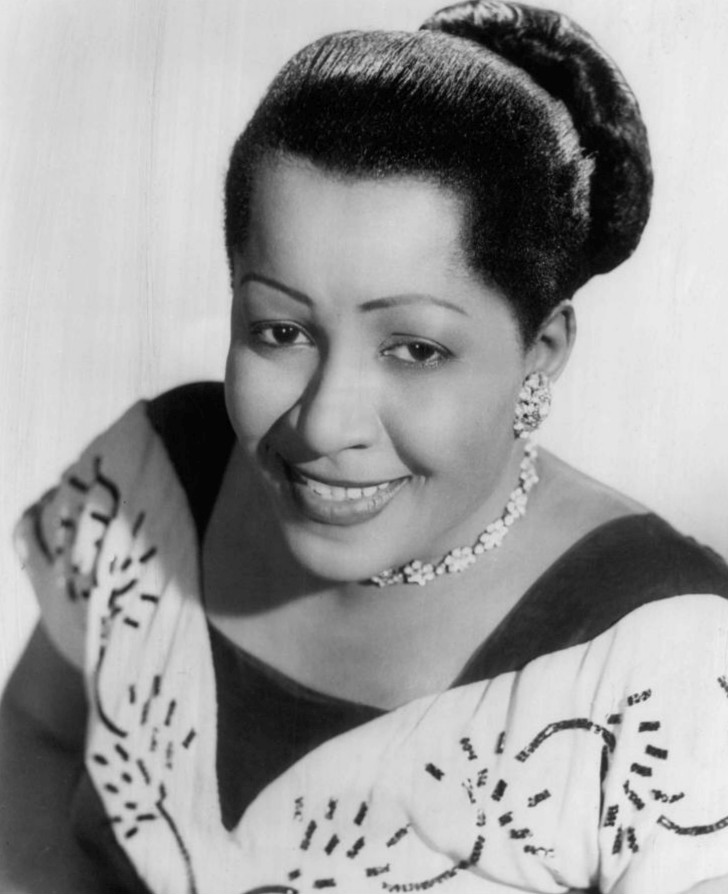
Nellie Lutcher, 1950.

Nellie Lutcher, född den 15 oktober 1912 i Lake Charles, Louisiana, död den 8 juni 2007, var en afro-amerikansk pianist och sångerska.

## Biografi
Lutcher var äldsta dottern till två musiker, fadern basist och modern kyrkomusiker. Hennes far startade ett familjeband där hon redan vid 12 års ålder medverkade som pianist. Två år senare började hon spela, tillsammans med fadern, i Clarence Hart's Imperial Jazz Band.
Lutcher debuterade som swingmusiker i början av 1930-talet, men vann verklig framgång först i slutet av 1940-talet med sin insinuanta sång och sitt personliga pianospel. År 1948 hade hon en rad R&B-listhits, den mest framgångsrika är Fine Brown Frame, som var hennes tredje R&B-hit. Hennes låtar kom upp på pop-, jazz- och R&B-listor, hon turnerade mycket och blev allmänt känd.
År 1957 gick hon med i styrelsen för Los Angeles Musicians Union, men fortsatte att framträda då och då fram till 1990-talet. Hon medverkade också i sin egen TV-special "Nellie" på PBS och spelade in entimmeskonserter med Marian McPartland för NPR-serien Piano Jazz.